# Montravers
Montravers is een gemeente in het Franse departement Deux-Sèvres (regio Nouvelle-Aquitaine) en telt 356 inwoners (2005). De plaats maakt deel uit van het arrondissement Bressuire.

## Geografie
De oppervlakte van Montravers bedraagt 10,0 km², de bevolkingsdichtheid is 35,6 inwoners per km².
De onderstaande kaart toont de ligging van Montravers met de belangrijkste infrastructuur en aangrenzende gemeenten.

## Demografie
Onderstaande figuur toont het verloop van het inwonertal (bron: INSEE-tellingen).